# Biały ślad
Biały ślad è un film del 1932, diretto da Adam Krzeptowski.

## Trama
In un paesino montano sui Tatra abitavano Władek e la sorella Zośka, orfani, conducendo la loro tranquilla vita di piccoli allevatori: ogni mattina il giovane andava al vicino granaio, sempre accompagnato dal cane, a prendere il fieno per le pecore, mentre la sorella si recava al ruscello a raccogliere l'acqua.
Un poco distanziato dal nucleo del paese viveva il solitario Jasiek, che, nei lunghi mesi invernali, amava vagare per le bianche tracce innevate, in sintonia con la vita animale (che tuttavia alle volte carpiva, poiché si dedicava saltuariamente alla caccia) e coi propri pensieri.
Era stato appunto in una solatia giornata d'inverno che Hanka, dopo una lunga assenza, aveva fatto ritorno. Giunta in treno alla cittadina più vicina, i successivi spostamenti potevano essere effettuati solo tramite gli sci. La prima persona in cui si era imbattuta al paese era stata proprio il suo amico d'infanzia Jasiek. I due sono molto contenti di rivedersi, e nel ragazzo nasce, o forse rinasce, un'attrazione verso la giovane. Jasiek sembra invece ignorare che proprio Zośka, invece, nutre affetto per lui. Quando Zośka si rende conto dell'infatuamento di Jasiek per Hanka, si ritira, arrendevole e melanconica, ma mai avara di un sorriso, come suo solito.
E sorge subito un rivale: Andrzej, un altro compaesano, e Hanka - durante i campionati regionali di sport invernali che si stanno svolgendo nelle vicinanze e ai quali entrambi partecipano - passano molto tempo assieme, e paiono averne piacere. Il che provoca un piccolo – ma per Jasiek importante – screzio fra lui e la sua amica.
Dopo una notte passata al rifugio di un passo alpino con gli altri atleti, Hanka e Andrzej si incamminano, nella radiosa mattina, per un'escursione lungo un impegnativo tratto montano. Ma in montagna il tempo cambia rapidamente. Gelidi venti cominciano a soffiare, e in breve la tormenta di neve imperversa. I due non riescono a ritrovare i loro sci che avevano conficcato nella neve prima di affrontare i passi più impervi del percorso, e, poiché giungeva l'imbrunire, non trovano di meglio da fare che pernottare in quota in un inospitale anfratto roccioso. È una dura prova, ma la mattina dopo tutto pare mettersi per il meglio. C'è il sole, e i due iniziano a scendere a valle con ai piedi i loro ritrovati sci. Ma sono colti, dispersi e sepolti da una slavina.
Anche Jasiek si era incamminato, quella mattina, per gli stessi sentieri. Era stato lui ad imbattersi in Andrzej, sepolto sotto i detriti della valanga, incosciente. Dopo averlo portato ad un vicino bivacco, apprende che dell'escursione faceva parte anche Hanka, tuttora dispersa. Jasiek, recandosi al più vicino luogo dotato di telefono, fa intervenire il soccorso alpino, ed iniziano le ricerche. E' notte quando Andrzej si riprende, e, per quanto febbricitante, esce dal bivacco e si mette a vagare a lungo alla disperata ricerca di Hanka. Il tutto è superiore alle sue forze, e si accascia svenuto al suolo.
Era evidentemente meno lontano dalla civiltà di quanto potesse credere, perché la mattina dopo sarà Zośka a trovarlo nei pressi del ruscello in cui era andata ad attingere l'acqua. Andrzej viene quindi portato a casa di Zośka. Si dispera di trovare Hanka, a due notti dalla slavina. Ma Władek, che era al momento assente da casa, incontra gli uomini del soccorso alpino, e narra loro di come la ragazza sia stata già trovata da lui (anzi, dal suo cane) il giorno prima, mentre si stava recando a prendere il fieno. Hanka si trovava quindi già da ieri presso Władek e Zośka.
Jasiek entra quindi in casa dei due fratelli, vede Hanka e Andrzej in tranquillo amoroso colloquio, e realizza che il suo sogno d'amore non è possibile. Esce tranquillamente dalla casa, e si accinge a seguire, come suo solito, la pista bianca della neve e delle proprie elucubrazioni.
Zośka esce e gli si fa incontro, gli chiede speranzosa se ritornerà nella compagnia. Ad una risposta evasiva di Jasiek, che continua a non rendersi conto che Zośka lo ama, la ragazza si ritira, arrendevole e melanconica, ma mai avara di un sorriso, come nella sua indole.

## Produzione
Le riprese esterne sono state effettuate sui Monti Tatra.
La pellicola ha una lunghezza complessiva di 1931 metri.

## Distribuzione
Biały ślad è stato presentato in anteprima alla 1ª Mostra internazionale d'arte cinematografica di Venezia nell'agosto del 1932 (e riproposto alla 49ª edizione della manifestazione veneziana, nel 1992); si sono susseguite l'uscita nelle sale cinematografiche italiane (settembre 1932) e polacche (10 dicembre dello stesso anno).
In tempi recenti, Biały ślad è stato programmato nell'ambito dello Szczecin Film Festival del 2021.